# Orogène trans-hudsonien
L'orogène trans-hudsonien est une ancienne chaine de montagne datant du Paléoprotérozoïque aujourd'hui arasée qui s'étend en Amérique du Nord du nord du Québec jusqu'au Dakota du Sud en passant par la baie d'Hudson. Il est issu de l'orogénèse trans-hudsonienne : une convergence de plaque qui débute par la fermeture de l'océan Manikewan et s'achève par la collision entre le craton Supérieur et des cratons plus petits, en particuliers les cratons Nain, Hearne et Wyoming. Cette collision, survenue entre 1,83 et 1,8 milliard d'année, entraine la formation d'un proto-continent nord-américain : la Laurentia. L'orogène affleure au nord des provinces canadiennes de Saskatchewan, du Manitoba et du Québec ainsi qu'en Terre de Baffin laissant apparaitre les racines de l'ancienne chaine de montagne. Au sud-ouest elle est recouverte par le  Bassin sédimentaire de l'Ouest canadien et ses prolongements vers le sud aux États-Unis tandis que la baie d'Hudson et son bassin sédimentaire recouvrent la portion entre le Manitoba et le Québec.

## Subdivisions de l'orogène trans-hudsonien

### Partie ouest: Saskatchewan et Manitoba
Les affleurements de l'orogène trans-hudsonien au nord des provinces canadiennes de Saskatchewan et du Manitoba servent de référence pour définir l'orogène. On distingue d'ouest en est plusieurs domaines qui s'intercalent entre les cratons archéens Hearne et Supérieur :
- le domaine de Wollaston,
- le batholites de Wathaman et de Chipewan,
- le domaine de Rottenstone,
- le complexe de La Ronge - Lynn Lake,
- le bassin de Kisseynew,
- le complexe de Flin Flon - Glennie,
- le craton Sask[1],[2].

### Partie centrale: orogène de l'Ungava
Cette partie de l'orogène se situe au nord de la péninsule d'Ungava à l'extrême nord de la province canadienne du Québec où il s'étend sur 300 km de long entre les baies d'Hudson et d'Ungava en bordure nord du craton archéen Supérieur et au sud du micro-continent de Méta-Incognita (Terre de Baffin, Nunavut). On distingue du nord au sud quatre unités :
- le domaine de Narsajuaq,
- le domaine de Kovik,
- le domaine Nord,
- le domaine Sud[3],[4].

### Partie sud-est: orogènes de Torngat et du Nouveau Québec
Cette partie de l'orogène trans-hudsonien se situe en bordure de la baie d'Ungava et se poursuit vers le sud parallèlement à la côte du Labrador sur 615 km de longueur pour une largeur atteignant 380 km. On distingue d'ouest en est plusieurs domaines qui s'intercalent entre le craton Supérieur, une zone noyau et les cratons orientaux Nain et Makkovik :
- la fosse du Labrador,
- le domaine de Rachel-Laporte,
- le domaine de Baleine,
- le domaine de George,
- le domaine de Mistinibi-Raude,
- le domaine de Falcoz[3].